# Chironomus nigrinus
Chironomus nigrinus är en tvåvingeart som först beskrevs av Macquart 1834.  Chironomus nigrinus ingår i släktet Chironomus och familjen fjädermyggor.
Artens utbredningsområde är Frankrike. Inga underarter finns listade i Catalogue of Life.